# Curtain Call: The Hits
Curtain Call: The Hits is een hitcompilatie van rapper Eminem, uitgebracht onder Aftermath Entertainment in december 2005. Behalve de drie nieuwe originele nummers "Fack", "When I'm Gone" en "Shake That" bevat het album enkel de singles van alle vorige albums van Eminem, waaronder hits als "Lose Yourself", "Without Me", "The Real Slim Shady", "Stan" en "Just Lose It". Van het album werden al meer dan 10 miljoen exemplaren verkocht in de VS, en heeft dus de zeldzame 'Diamond' status.

## Tracklist
| #  | Titel                    | Producer(s)                    | Gast(en)   | Duur |
| -- | ------------------------ | ------------------------------ | ---------- | ---- |
| 1  | "Intro"                  |                                |            | 0:34 |
| 2  | "Fack"                   | Eminem                         |            | 3:26 |
| 3  | "The Way I Am"           | Eminem                         |            | 4:51 |
| 4  | "My Name Is"             | Dr. Dre                        |            | 4:29 |
| 5  | "Stan"                   | The 45 King & Eminem           | Dido       | 6:44 |
| 6  | "Lose Yourself"          | Eminem, Luis Resto & Jeff Bass |            | 5:26 |
| 7  | "Shake That"             | Eminem                         | Nate Dogg  | 4:34 |
| 8  | "Sing for the Moment"    | Eminem                         |            | 5:40 |
| 9  | "Without Me"             | Eminem                         |            | 4:51 |
| 10 | "Like Toy Soldiers"      | Eminem                         |            | 4:56 |
| 11 | "The Real Slim Shady"    | Dr. Dre & Mel-Man              |            | 4:45 |
| 12 | "Mockingbird"            | Eminem                         |            | 4:11 |
| 13 | "Guilty Conscience"      | Dr. Dre & Eminem               | Dr. Dre    | 3:20 |
| 14 | "Cleanin' Out My Closet" | Eminem & Jeff Bass             |            | 4:59 |
| 15 | "Just Lose It"           | Dr. Dre & Mike Elizondo        |            | 4:09 |
| 16 | "When I'm Gone"          | Eminem                         |            | 4:41 |
| 17 | "Stan" (Live)            | The Recording Academy          | Elton John | 6:20 |